# Liste deutschsprachiger Frauenzeitschriften
Diese Liste enthält bestehende und ehemalige deutschsprachige Frauenzeitschriften in Auswahl.

## Bestehende Frauenzeitschriften

### Deutschland

#### Allgemeine Frauenzeitschriften
- Amica
- Anna, monatlich, Handarbeitsmagazin
- Astrowoche
- Auf einen Blick, wöchentlich
- Bild der Frau, wöchentlich
- Brigitte, seit 1952
  - Brigitte Woman
- Bunte
- Closer
- Cosmopolitan
- Das Goldene Blatt, seit 1971, wöchentlich
- Das Neue Blatt, seit 1950, wöchentlich
- Die Aktuelle, seit 1979, wöchentlich
- Die neue Frau, seit 1999, wöchentlich
- Donna
- Elle, seit 1988 in deutscher Sprache
- Frau aktuell, seit 1965, wöchentlich
- Frau im Spiegel, wöchentlich
- Freizeitwoche, wöchentlich

- Freundin, zweiwöchentlich
- Für Sie, zweiwöchentlich
- Gala
- Glamour
- Jolie, monatlich
- Joy
- Lea, wöchentlich
- Madame, monatlich
- Missy Magazine, seit 2008, zweimonatlich
- Maxi
- Myself
- Neue Post, wöchentlich
- OK!, wöchentlich
- Petra
- Séparée
- Smilla, seit 2021
- Tina, seit 1975, wöchentlich
- Viel Spaß, seit 1999, monatlich
- Vogue
- Women’s Health, seit 2011, Fitnesszeitschrift

#### Unabhängige Frauenzeitschriften
- Deine Korrespondentin, seit 2015
- Emma, seit 1975
- Femina Politica, seit 1997
- Feministische Studien, seit 1982
- Gazelle, seit 2006
- Lydia, christliches Frauenmagazin, seit 1986
- Mathilde, aus Darmstadt
- Missy Magazine, seit 2008, zweimonatlich
- Wir Frauen, seit 1982

### Österreich
- AEP-Informationen, seit 1974, eine der ersten feministischen Periodika
- An.schläge, seit 1983, feministisches Magazin
- Diva
- Frauensolidarität, seit 1982, vierteljährlich, feministisches Frauenmagazin
- Madonna, seit 2007, wöchentlich
- Welt der Frauen, seit 1946
- WIENERIN, seit 1986
- Woman, eine der auflagenstärksten Frauenzeitschriften in Österreich

### Schweiz
- Annabelle
- Bolero
- Ladies Drive
- Style

## Ehemalige Frauenzeitschriften

### Deutschland bis 1945
Es gab zahlreiche Frauenzeitschriften in Deutschland. Die meisten enthielten vor allem Themen zu Mode und Hausarbeit. Einige wenige engagierten sich stärker für die Rechte von Frauen.
| Frauenzeitschriften bis 1945                            | Frauenzeitschriften bis 1945 | Frauenzeitschriften bis 1945 | Frauenzeitschriften bis 1945                                     | Frauenzeitschriften bis 1945                                                      |
| Name                                                    | Zeit                         | Bild                         | Von                                                              | Bemerkungen                                                                       |
| ------------------------------------------------------- | ---------------------------- | ---------------------------- | ---------------------------------------------------------------- | --------------------------------------------------------------------------------- |
| Die vernünftigen Tadlerinnen                            | 1725–1727                    |                              | Johann Christoph Gottsched                                       | erste Frauenzeitschrift in Deutschland                                            |
| Pomona für Teutschlands Töchter                         | 1783–1784                    |                              | Sophie von La Roche                                              |                                                                                   |
| Journal des Luxus und der Moden                         | 1786–1827                    |                              | Friedrich Justin Bertuch                                         | erste bedeutende deutsche Modezeitschrift                                         |
| Amaliens Erholungsstunden                               | 1790–1792                    |                              | Marianne Ehrmann                                                 |                                                                                   |
| Flora                                                   | 1793–1803                    |                              | Cotta’sche Verlagsbuchhandlung                                   | Fortsetzung von Amaliens Erholungsstunden, mit seichterer Ausrichtung             |
| Frauen-Zeitung                                          | 1849–1852                    |                              | Louise Otto                                                      | für die Rechte von Frauen, 1850 und 1852 verboten                                 |
| Der Bazar                                               | 1854–1937                    |                              | Louis Schaefer, Bazar-A.-G.                                      | auflagenstärkste Frauenzeitung des 19. Jahrhunderts mit 10 ausländischen Ablegern |
| Die Modenwelt                                           | 1865–1942                    |                              | Franz von Lipperheide, Ullstein Verlag                           | zweitgrößte Frauenzeitschrift des 19. Jahrhunderts in Deutschen Reich             |
| Dies Blatt gehört der Hausfrau / Das Blatt der Hausfrau | 1886–1944                    |                              | Ullstein Verlag                                                  | traditionelle Ausrichtung                                                         |
| Die elegante Mode                                       | 1790–1913                    |                              | Bazar-Actien-Gesellschaft                                        | verkleinerte Ausgabe des Bazar                                                    |
| Die Gleichheit                                          | 1892–1923                    |                              | Clara Zetkin                                                     | sozialdemokratische Frauenzeitschrift                                             |
| Die Frau                                                | 1893–1944                    |                              | Bund Deutscher Frauenvereine                                     | von der bürgerlichen Frauenbewegung, gegründet von Helene Lange                   |
| Die Frauenbewegung                                      | 1895–1919                    |                              | Minna Cauer                                                      | vom radikalen Flügel der bürgerlichen Frauenbewegung                              |
| Draisena                                                | 1895–1901                    |                              |                                                                  | Erstes und ältestes Sportblatt der radfahrenden Damen                             |
| Der Abolitionist                                        | 1902–1933                    |                              | International Abolitionist Federation Deutschland                | für Beschränkung der Prostitution                                                 |
| Die Neue Generation                                     | 1905–1933                    |                              | Deutscher Bund für Mutterschutz und Sexualreform, Helene Stöcker | für Frauenrechte und Sexualreform                                                 |
| Die Praktische Berlinerin                               | 1905–1927                    |                              | Ullstein Verlag                                                  |                                                                                   |
| Die Dame                                                | 1912–1943                    |                              | Ullstein-Verlag                                                  | künstlerisch anspruchsvolle Zeitschrift                                           |
| Die Freundin                                            | 1924–1933                    |                              |                                                                  | erste lesbische Zeitschrift in Deutschland                                        |
| Frauenliebe                                             | 1925–1931                    |                              |                                                                  | für lesbische Frauen                                                              |
| Der Weg der Frau                                        | 1931–1933                    |                              |                                                                  | kommunistische Frauenzeitschrift                                                  |
| NS-Frauen-Warte                                         | 1932–1944                    |                              |                                                                  |                                                                                   |
| Die junge Dame                                          | 1933–1944                    |                              |                                                                  | Unterhaltungszeitschrift                                                          |

### Bundesrepublik Deutschland
- Allegra
- Beiträge zur feministischen Theorie und Praxis, 1978–2008
- Die Schwarze Botin, anarchistische Zeitschrift
- Constanze, 1948–1969
- Courage, feministische Zeitschrift in West-Berlin
- Film und Frau, 1949–1969
- Freizeitwoche
- Heim und Welt, bis 2014
- Journal für die Frau
- Koryphäe – Medium für feministische Naturwissenschaft und Technik, 1986–2009
- Mosaik, 1947–1949
- Schlangenbrut, 1983–2014, feministisch-theologische Zeitschrift
- Wir Freundinnen, 1951–1952, erste lesbische Zeitschrift der Bundesrepublik

### DDR
Offizielle Frauenzeitschriften
Einige Frauenzeitschriften wie Für Dich und Sibylle erzielten hohe Auflagezahlen
- Berlins Modenblatt
- Die Frau von heute, 1948–
- Für Dich, beliebte Frauenzeitschrift
- Handarbeit, 1963–1992
- Mode, Information, vom Deutschen Modeinstitut
- Modische Maschen, Handarbeitszeitung mit Schnittmustern
- Pramo (Praktische Mode)
- Saison, Moderevue
- Sibylle, beliebte Frauenzeitschrift

Unabhängige Frauenzeitschriften
Einige wenige unabhängige Zeitschriften erschienen seit 1987 inoffiziell. 1990 wurden weitere gegründet.
- Frau anders, 1988–, für lesbische Frauen
- Frauenblätter, 1990
- Lila Band, 1987–1989, erste unabhängige Frauenzeitschrift, im kirchlichen Umfeld
- Weibblick, 1992–1998, vom Unabhängigen Frauenverband
- Ypsilon, 1990–1991
- Zaunreiterin, 1990–

### Österreich
- Arbeiterinnenblatt, 1914–1917,  Selbstverlag der katholischen Arbeiterinnenvereine
- AUF – Eine Frauenzeitschrift, 1974–2011
- Die Arbeiterin, Organ für die Interessen der werktätigen Frauen in Österreich, Kommunistische Partei Österreichs.
- Die Frau,  1892–1987, Monatszeitschrift
- Die Frau und Mutter, Zeitschrift für Kinderpflege, 1912–1967, Monatszeitschrift
- Die Hausfrau, 1877–1884
- Österreichs Frauenzeitung, 1927/1932–,  monatlich
- Seitenblicke Magazin,   2005–2016, über Stars und Society
- Stimme der Frau,  Zeitschrift der kommunistischen Frauenbewegung, älteste Frauenzeitschrift in Österreich
- Wiener Hausfrauen-Zeitung, 1875–1913
- Zeitschrift für Frauen-Stimmrecht, 1911–1918

### Schweiz
- Schweizer Frauenblatt, 1919–1990
- Das Freundschaftsbanner/Schweizerisches Freundschaftsbanner/Menschenrecht, 1932–1942, erste lesbische Zeitschrift der Schweiz
- Frau, 1947–1980
- Die Hexenpresse, 1972–1976

### Sowjetunion
- Sowjetfrau, 1949–1990, deutschsprachige Ausgabe